# سفارة جورجيا لدى السعودية
سفارة جورجيا لدى السعودية هي الممثلية الدبلوماسية العليا لدولة جورجيا لدى المملكة العربية السعودية. تقع السفارة في حي الورود في الرياض.